# Pieve di San Giovanni Battista (Torrile)
La pieve di San Giovanni Battista, nota anche come pieve di Gainago, è un luogo di culto cattolico dalle forme romaniche, neoclassiche e neoromaniche situato in strada di Gainago 9 a Gainago, frazione di Torrile, in provincia e diocesi di Parma; appartiene al gruppo delle pievi parmensi ed è sede di una parrocchia compresa nella zona pastorale della Bassa.

## Storia
Il luogo di culto originario fu costruito in epoca medievale; la più antica testimonianza della sua esistenza risale al 17 marzo 1144, quando la chiesa di Gainaco fu menzionata in una bolla pontificia tra i numerosi beni di cui il papa Lucio II confermò il possesso all'abbazia di San Giovanni Evangelista di Parma.
Nel 1230 il cappella di Gainacus fu citata nel Capitulum seu Rotulus Decimarum della diocesi di Parma ancora tra le dipendenze dei benedettini di San Giovanni Evangelista.
Nel 1298 il cardinale Gerardo Bianchi, nativo di Gainago, si rivolse al papa Bonifacio VIII, che, con una bolla del 13 aprile di quell'anno, lo autorizzò all'edificazione dell'abbazia di Valserena, in adiacenza all'antica pieve di San Martino dei Bocci di Paradigna; inoltre il pontefice, con un breve del 12 giugno seguente, gli concesse di trasferire lo jus plebanale di San Martino alla chiesa di Gainago, che fu posta così alle dirette dipendenze dell'autorità episcopale di Parma. Negli anni immediatamente successivi il Cardinale fece completamente ricostruire il luogo di culto in stile romanico, su un impianto basilicale a tre navate terminanti in altrettante absidi.
Alle dipendenze della plebys de Gaynaco furono poste quattro cappelle del circondario, come testimoniato in un documento del 1299; il territorio posto sotto la sua giurisdizione si ingrandì negli anni seguenti, tanto che nel 1354 la sua autorità era estesa sulle cappelle di Santa Maria di Ravadese, di San Pietro di Castellaro, di San Michele di Senzanese, di Sant'Andrea di Casalora, di Sant'Andrea di Paradigna, di San Paolo di Rivola e di San Nicolò di Mazzabue, oltre che sul priorato di Pizzolese e sull'abbazia di Valserena, cui si aggiunse nel 1564 la chiesa di San Bartolomeo di Villa Ferraria, poi distrutta da una piena del torrente Parma.
Nel 1744 la pieve fu completamente modificata in forme neoclassiche, sopraelevando l'intero edificio, aggiungendo le cappelle laterali, ricostruendo la facciata, chiudendo le antiche bifore laterali, decorando gli interni, demolendo l'abside destra e innalzando al suo posto la canonica.
Tra il 1930 e il 1932 furono eseguiti importanti lavori di ristrutturazione, che comportarono il rifacimento della facciata in stile neoromanico e la riscoperta di una serie di affreschi trecenteschi e cinquecenteschi all'interno.

## Descrizione

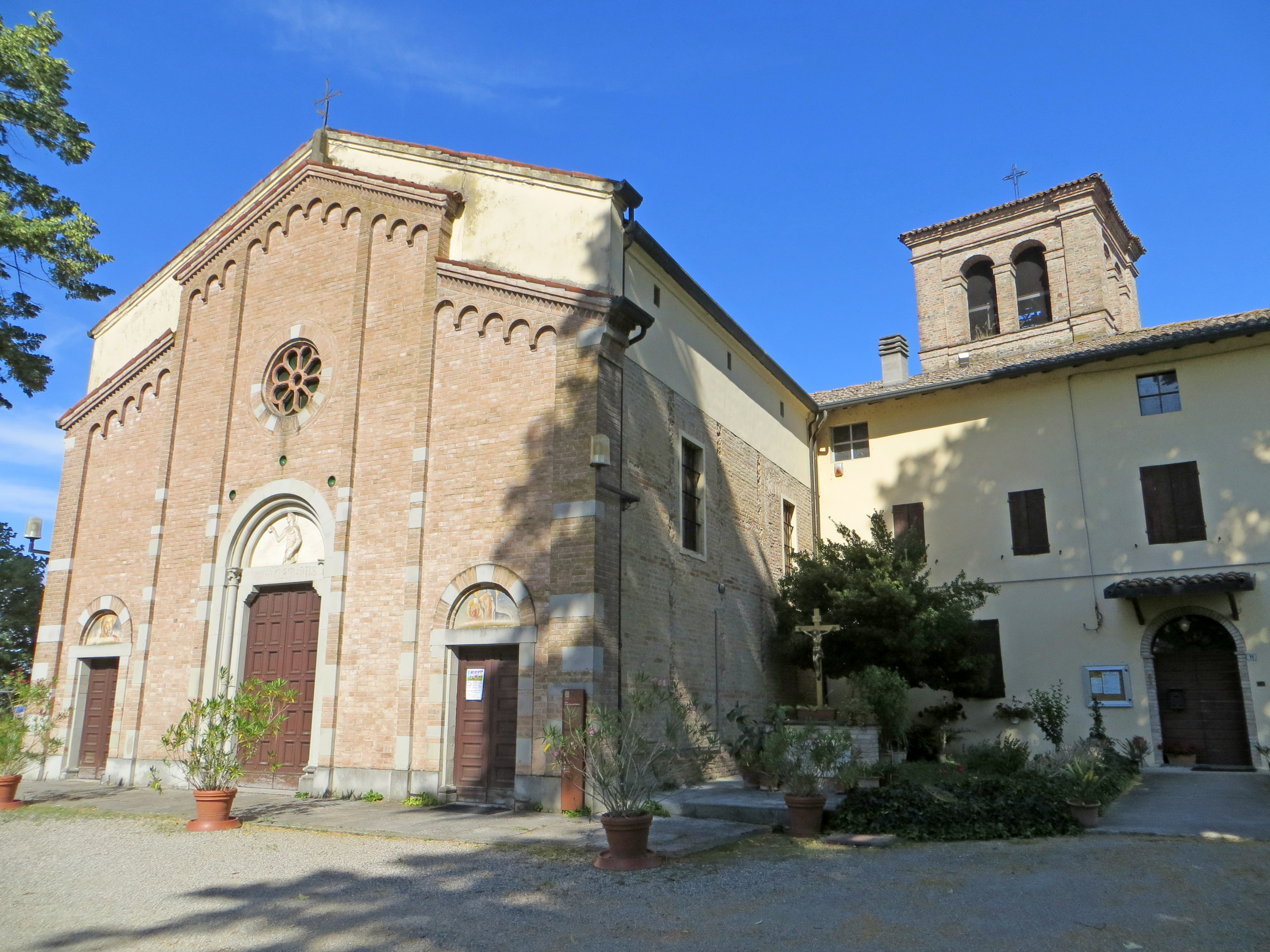
Facciata e canonica

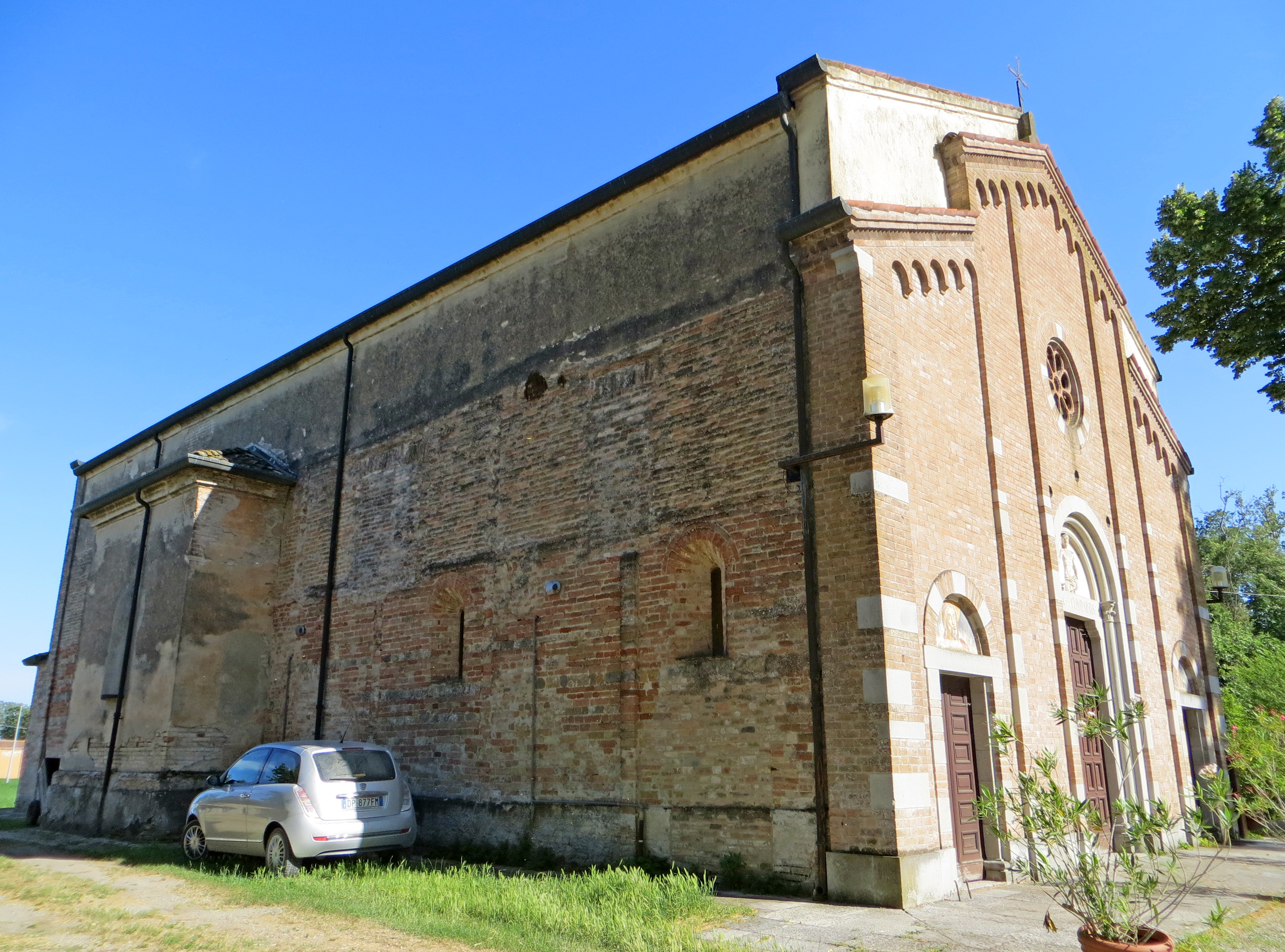
Facciata e lato nord

Il luogo di culto si sviluppa su un impianto a tre navate affiancate da una cappella per lato, con ingresso a ovest e presbiterio absidato a est.
La neoromanica facciata a salienti, applicata sul più alto prospetto a capanna settecentesco, è rivestita in mattoni e simmetricamente scandita da lesene in pietra; al centro è collocato l'ampio portale d'accesso delimitato da una cornice ad arco a tutto sesto, che inquadra una lunetta decorata con un bassorilievo; superiormente si apre un rosone decorato da colonnine disposte a raggiera, mentre ai lati sono posti gli ingressi secondari, che presentano caratteristiche analoghe all'entrata principale; a coronamento la fronte è ornata da motivi ad archetti pensili in laterizio.

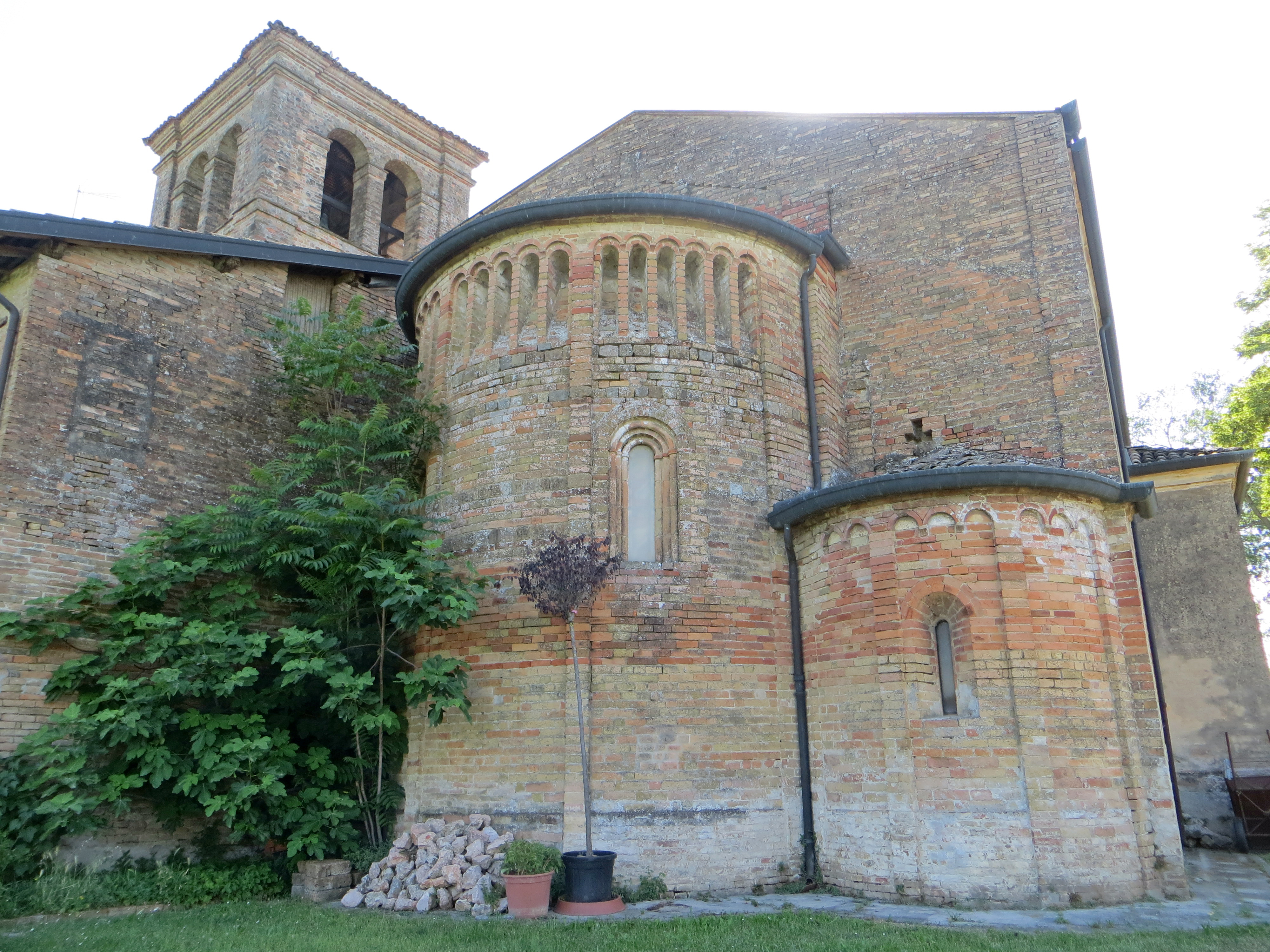
Absidi e torre campanaria

Il fianco destro è rivestito in mattoni fino alla quota del tempio medievale, mentre superiormente è intonacato. Il lato sinistro, in laterizi e pietre, conserva della chiesa medievale tre monofore strombate e una formella in terracotta raffigurante il Buon Pastore. Di pregio risulta in particolare il retro dell'edificio, ove rimangono ancora intatte l'alta abside centrale e quella destra, risalenti al XIII secolo; la prima, scandita da lesene e decorata superiormente con beccatelli, presenta due monofore laterali strombate cieche; la seconda, molto più bassa e illuminata da un'esile monofora strombata nel mezzo, è intervallata da lesene e ornata in sommità da archetti pensili.
Sulla destra, occupando anche lo spazio dell'originaria abside sinistra, si innalza la canonica, dal cui centro si erge la massiccia mole del campanile in laterizio; la cella campanaria si affaccia sulle quattro fronti attraverso coppie di monofore a tutto sesto, delimitate da pilastrini quadrati.
All'interno, interamente intonacato, poco rimane dell'antica struttura medievale; la navata centrale, coperta da una volta a botte in sostituzione dell'originaria struttura a capriate lignee, è divisa da quelle laterali da alti pilastri a sostegno di ampie arcate a tutto sesto; in sommità si allunga un cornicione perimetrale modanato; lateralmente si aprono simmetricamente le due cappelle aggiunte nel 1744.
Il presbiterio, lievemente sopraelevato, è preceduto dall'arco trionfale, retto da due paraste coronate da capitelli dorici; l'ambiente, chiuso superiormente da una volta a vela, accoglie nel mezzo l'altare maggiore ligneo a mensa, aggiunto intorno al 1970; sul fondo, l'abside, coperta dal catino a semicupola, ospita sopra al coro tardo-settecentesco la pala del XVIII secolo ritraente la Madonna col Bambino, san Giovannino, un altro santo e santa Teresa.
All'inizio della navata destra si conservano alcuni affreschi, realizzati alle fine del XIII secolo e riaffiorati durante i restauri del 1930; i dipinti, danneggiati dalle scalpellature effettuate durante la ristrutturazione settecentesca per consentire l'adesione dell'intonaco, raffigurano le Tre Marie al Sepolcro, un Santo e il Volto di Cristo. Di interesse risultano pure i due affreschi riaffiorati ai lati della monofora dell'abside sinistra, eseguiti probabilmente da Alessandro Araldi all'inizio del XVI secolo; i dipinti, anch'essi danneggiati dalle scalpellature, rappresentano San Sebastiano e San Rocco.
La chiesa accoglie altre opere di pregio, tra cui un olio del 1705 riproducente Gesù Bambino coi santi Antonio da Padova, Caterina da Siena e Sebastiano, un'ancona ottocentesca intagliata contenente una statua della Madonna col Bambino, un'acquasantiera ricavata da un mortaio o da un capitello quattrocentesco in marmo, due panche lignee dipinte intorno al 1700, una pisside in argento eseguita alla fine del XVIII secolo probabilmente da Alessandro Bonani, un'antica navicella e vari paramenti sacri settecenteschi.